# Universidad Argentina de la Empresa
La Universidad Argentina de la Empresa (UADE) es una universidad privada en Buenos Aires, Argentina. Fue fundada en 1957 por la Cámara Argentina de Sociedades Anónimas. Es una de las mejores universidades privadas de Buenos Aires, Argentina.
Tiene campus en Buenos Aires y en Costa Argentina (más precisamente en la ciudad de Pinamar), así como sedes académicas en los barrios de Recoleta y Belgrano. El campus de Buenos Aires cuenta con 75.000 metros cuadrados de aulas, laboratorios, biblioteca, estadio, teatro, patio de comidas y dormitorios. A partir de 2023, cuenta con más de 42.000 estudiantes de pregrado y posgrado y 2.147 profesores.
UADE es una institución con más de 60 años de actividad en la educación universitaria, que se desarrolla desde una perspectiva puramente empresarial. Fue creado por la Cámara Argentina de Sociedades Anónimas con el objetivo de formar profesionales para adaptarse a las crecientes necesidades de las empresas actuales y futuras.

## Historia
La UADE fue fundada en 1957 por miembros de la Cámara Argentina de Sociedades Anónimas como Instituto Superior de Estudios de la Empresa. Sus actividades comenzaron en el edificio de Av. Belgrano 687 bajo la dirección del Dr. Jacobo Wainer, y con un total de 338 ejecutivos de empresas inscriptos.
La primera clase fue dictada por el Dr. Anwar Obeid quien habló sobre "La Sociedad Anónima: su importancia e influencia en el desarrollo del mundo moderno". A finales de ese año, para organizar la educación y la enseñanza superior de forma integral, el Instituto se convirtió en la Fundación Argentina de Altos Estudios Empresariales. Su objetivo era promover la capacitación en todas las disciplinas relacionadas al desenvolvimiento de la empresa como institución económica, contemplando los problemas concretos de la realidad empresarial en la Argentina.
Alrededor de 500 dirigentes empresariales completaron el curso en 1958 y al año siguiente, en una gran ceremonia realizada en el Plaza Hotel de Buenos Aires, se inauguró el curso correspondiente al año 1959. En el acto pronunciaron sus discursos el Ministro de Economía, Dr. Guillermo W. Klein, el Secretario de Estado de Comercio, Dr. José C. Orfila, y el Ministro de Educación y Justicia, Dr. Luis Mac Kay (quien habló en nombre del Presidente de la República, Dr. Arturo Frondizi).
El proceso de crecimiento se consolidó en 1962 cuando, en el marco de la Ley 14.557 de 1958 que autorizaba el funcionamiento de universidades privadas en el país, la Cámara de Sociedades decidió crear la Universidad Argentina De La Empresa, cuyos estatutos fueron aprobados por esa institución el 7 de junio de 1963 y por el Poder Ejecutivo Nacional el 27 de agosto de ese año.
En 1963, se comenzaron a dictar las primeras Licenciaturas en áreas de especial interés empresarial: "Comercialización", "Costos", "Finanzas y Organización de Empresas", "Organización de la Producción" y "Relaciones Industriales", a las que en 1964 se incorporaron otras, como "Estadística Aplicada a la Empresa", "Investigación de Mercados", "Relaciones Públicas", "Técnicas de Gerencia" e "Ingeniería de la Producción y en Organización de la Construcción".
En 1968, UADE se incorporó al Consejo de Rectores de Universidades Privadas (CRUP), luego que la Ley 17.604 sancionada en ese año institucionalizara la actuación de dicho organismo en la actividad educativa argentina, reconociéndolo como entidad representativa en el planeamiento y acción del sector privado, en calidad de institución asesora del Poder Ejecutivo Nacional.
En 1984, se inauguró la sede de la calle Lima 717 y, posteriormente, en 1992, 1993, 1997 y 1998 se habilitaron nuevos edificios contiguos conformándose el actual complejo edilicio de Lima, integrado funcionalmente, reuniendo en él la totalidad de las facultades y dependencias de la Universidad. En el año 2000 se inauguró el Club de Profesores y Graduados, en un edificio anexo sobre la calle Chile, ampliándose así las instalaciones que hacen de UADE el campus urbano más moderno de la Argentina. En 2003, se inauguró la Escuela de Dirección de Empresas (EDDE), con el propósito de desarrollar una nueva generación empresarial en el país, en Libertad 1340. Por último, en 2005, se inauguró la Residencia Universitaria UADE, con capacidad de alojar a 105 estudiantes, tanto provenientes del interior como del exterior del país.
En 2008, UADE inaugura su Campus Urbano con el objetivo de contener al alumno en todos los aspectos posibles de modo tal que viva la experiencia universitaria de una manera integral y completa. El Campus incluye: una Residencia Universitaria para estudiantes de otras localidades, una Biblioteca Modelo, un Centro Cultural y de Exposiciones, un Centro Deportivo y un Microestadio con capacidad para 1.200 personas, que junto a las 181 aulas y los laboratorios suman más de 75.000 m² íntegramente dedicados a la educación superior. En tal sentido, UADE se convirtió en la primera y única universidad de América Latina con un campus urbano que posee un concepto que se vincula también con la implementación de un Sistema de Gestión Ambiental que la Universidad lanzó con el propósito de mejorar los estándares de vida de su comunidad y su área de influencia.
En 2009, UADE y Conicet, principal organismo dedicado a la promoción de la ciencia y la tecnología en la Argentina, firmaron un Convenio de Cooperación Científico-Tecnológico el cual permitirá desarrollar una amplia interacción entre las dos instituciones. En tal sentido, se buscará la cofinanciación de becas doctorales con el Conicet como así también la posibilidad de que investigadores de dicho organismo puedan desarrollar sus trabajos de estudio en UADE.
Desde mayo de 2010, UADE ha puesto en funcionamiento el UADE Labs, otro hito de la Universidad que se suma al Campus Urbano. UADE Labs es un edificio de 9000 m² que se presenta a nivel nacional y regional como el primer edificio integral de laboratorios universitarios del país, con el objetivo de convertirse en el primer centro Latinoamericano de enseñanza e investigación. En el mismo, los alumnos de las carreras de grado y posgrados que se dictan en UADE, cursarán 60 mil horas anuales de prácticas e investigaciones.
Es reconocida en todo el mundo por el Consejo de Acreditación de Escuelas y Programas Empresariales (ACBSP), el Instituto Tecnológico de los Alimentos (IFT), la Sociedad Norteamericana de Relaciones Públicas (PRSA), la Asociación Internacional de Publicidad (IAA) y la Organización Mundial de Turismo (UNWTO).

## Carreras

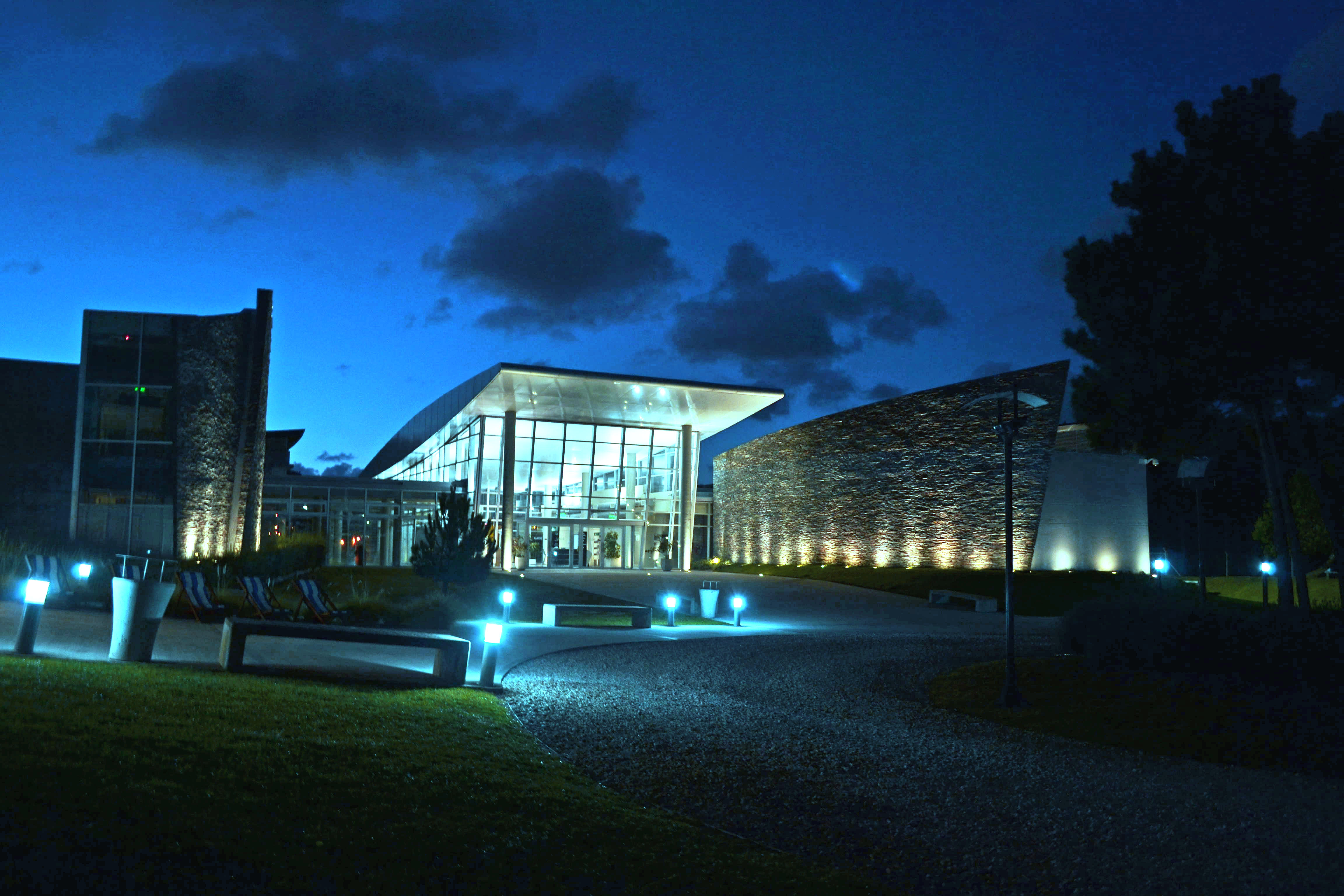
Imagen del Campus Costa Argentina, ubicado en la ciudad de Pinamar

### Facultad de Ciencias Económicas
- Licenciatura en Administración de Empresas
- Licenciatura en Administración de Empresas (Online)
- Licenciatura en Administración de Empresas (Costa Argentina)
- Licenciatura en Marketing
- Licenciatura en Comercio Internacional
- Contador Público
- Contador Público (Costa Argentina)
- Licenciatura en Dirección de Negocios Globales (GBM)
- Licenciatura en Dirección en Finanzas Globales (GFM)
- Licenciatura en Economía
- Licenciatura en Finanzas
- Licenciatura en Recursos Humanos
- Licenciatura en Negocios Digitales
- Licenciatura en Negocios Digitales (Costa Argentina)
- Doble Titulación en Administración de Empresas y Recursos Humanos
- Doble Titulación en Administración de Empresas y Comercialización (Marketing)
- Doble Titulación en Administración de Empresas y Comercio Internacional
- Doble Titulación en Contador Público y Administración de Empresas
- Doble Titulación en Contador Público y Administración de Empresas (Costa Argentina)
- Doble Titulación en Contador Público y Abogado
- Doble Titulación en Contador Público y Abogado (Costa Argentina)
- Doble Titulación en Contador Público y Finanzas
- Doble Titulación en Economía y Finanzas
- Doble Titulación en Comercialización y Comercio Internacional

### Facultad de Ciencias Jurídicas y Sociales
- Abogacía
- Abogacía (Costa Argentina)
- Licenciatura en Criminología y Ciberdelitos
- Licenciatura en Gobierno y Relaciones Internacionales
- Licenciatura en Política y Administración Pública
- Traductorado Público en Idioma Inglés
- Traductorado Público en Idiomas Inglés y Traductorado Científico-Técnico de Idioma Inglés
- Doble Titulación en Abogacía y Gobierno y Relaciones Internacionales
- Doble Titulación en Política y Administración Pública y Gobierno y Relaciones Internacionales

### Facultad de Ciencias de la Salud
- Licenciatura en Gestión de Servicios de Salud
- Ciclo de Licenciatura en Gestión de Servicios de Salud

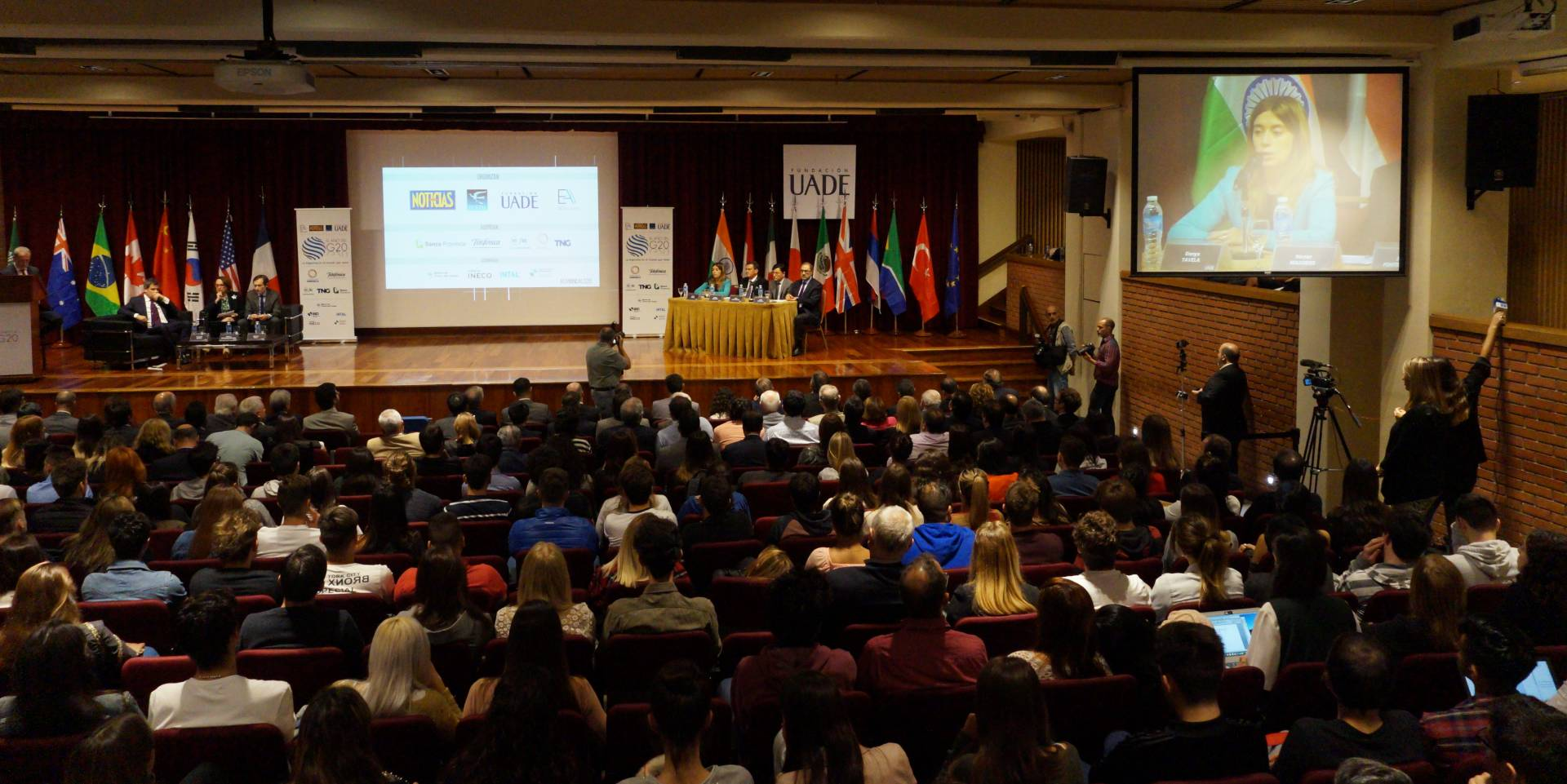
Aula Magna de la UADE

- Licenciatura en Nutrición
- Licenciatura en Psicología

### Facultad de Ingeniería y Ciencias Exactas
- Ingeniería Electromecánica
- Ingeniería Electrónica
- Ingeniería en Alimentos
- Ingeniería en Informática
- Ingeniería Industrial
- Licenciatura en Gestión de Tecnología de la Información
- Licenciatura en Bioinformática
- Licenciatura en Biotecnología
- Licenciatura en Desarrollo de Videojuegos
- Licenciatura en Gestión Ambiental
- Licenciatura en Producción y Gestión Agropecuaria
- Licenciatura en Tecnología Industrial de los Alimentos
- Doble Titulación en Ingeniería Industrial e Ingeniería Electromecánica
- Doble Titulación en Tecnología Industrial de los Alimentos y Biotecnología

### Facultad de Comunicación
- Licenciatura en Artes Escénicas

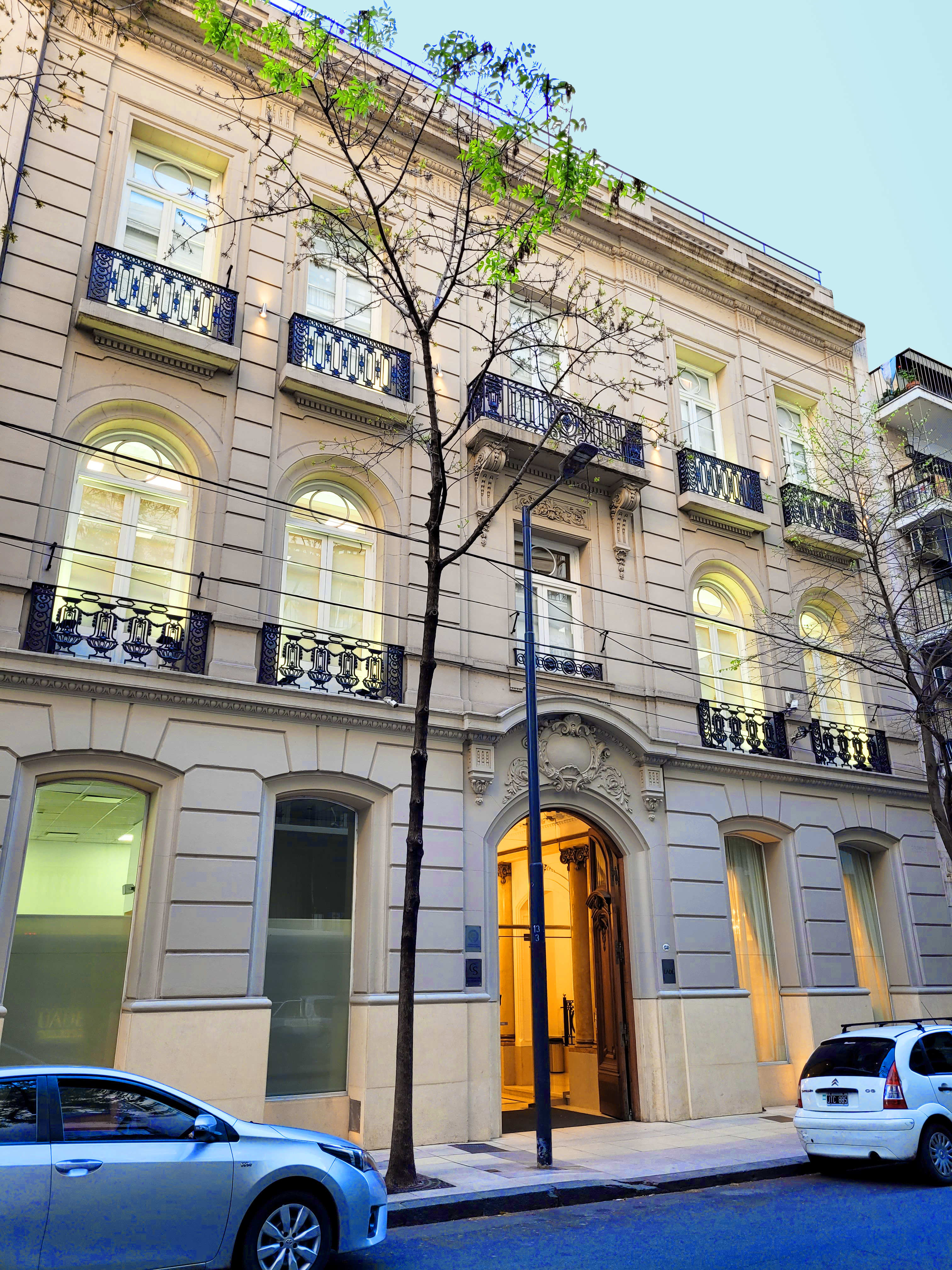
Sede en el barrio de Recoleta, inaugurada como Escuela de Negocios en el año 2003

- Licenciatura en Ciencias de la Comunicación
- Ciclo de Licenciatura en Ciencias de la Comunicación
- Licenciatura en Comunicación Digital e Interactiva
- Licenciatura en Comunicación Global
- Licenciatura en Deportes Electrónicos
- Licenciatura en Gastronomía
- Licenciatura en Gestión de Deportiva
- Licenciatura en Gestión de Medios y Entretenimiento
- Licenciatura en Publicidad
- Licenciatura en Relaciones Públicas y Comunicación Institucional
- Licenciatura en Turismo y Hotelería
- Licenciatura en Turismo y Hotelería (Costa Argentina)
- Doble Titulación en Relaciones Públicas y Comunicación Institucional y Ciencias de la Comunicación

### Facultad de Arquitectura y Diseño
- Arquitectura
- Licenciatura en Diseño Audiovisual
- Licenciatura en Diseño Gráfico
- Licenciatura en Diseño Industrial
- Licenciatura en Diseño de Interiores
- Licenciatura en Diseño Multimedia y de Interacción
- Licenciatura en Diseño de Productos Interactivos y Realidad Virtual
- Licenciatura en Diseño Textil e Indumentaria
- Licenciatura en Diseño y Gestión de Estéticas para la Moda
- Doble Titulación en Diseño Gráfico y Multimedia y de Interacción

### Carreras Cortas
- Martillero Público, Corredor y Administrador de Consorcios
- Tecnicatura Universitaria en Arte Culinario
- Tecnicatura Universitaria en Desarrollo de Software (Sistemas)
- Tecnicatura Universitaria en Desarrollo de Videojuegos
- Tecnicatura Universitaria en Hotelería
- Tecnicatura Universitaria en Periodismo Deportivo

### Posgrados

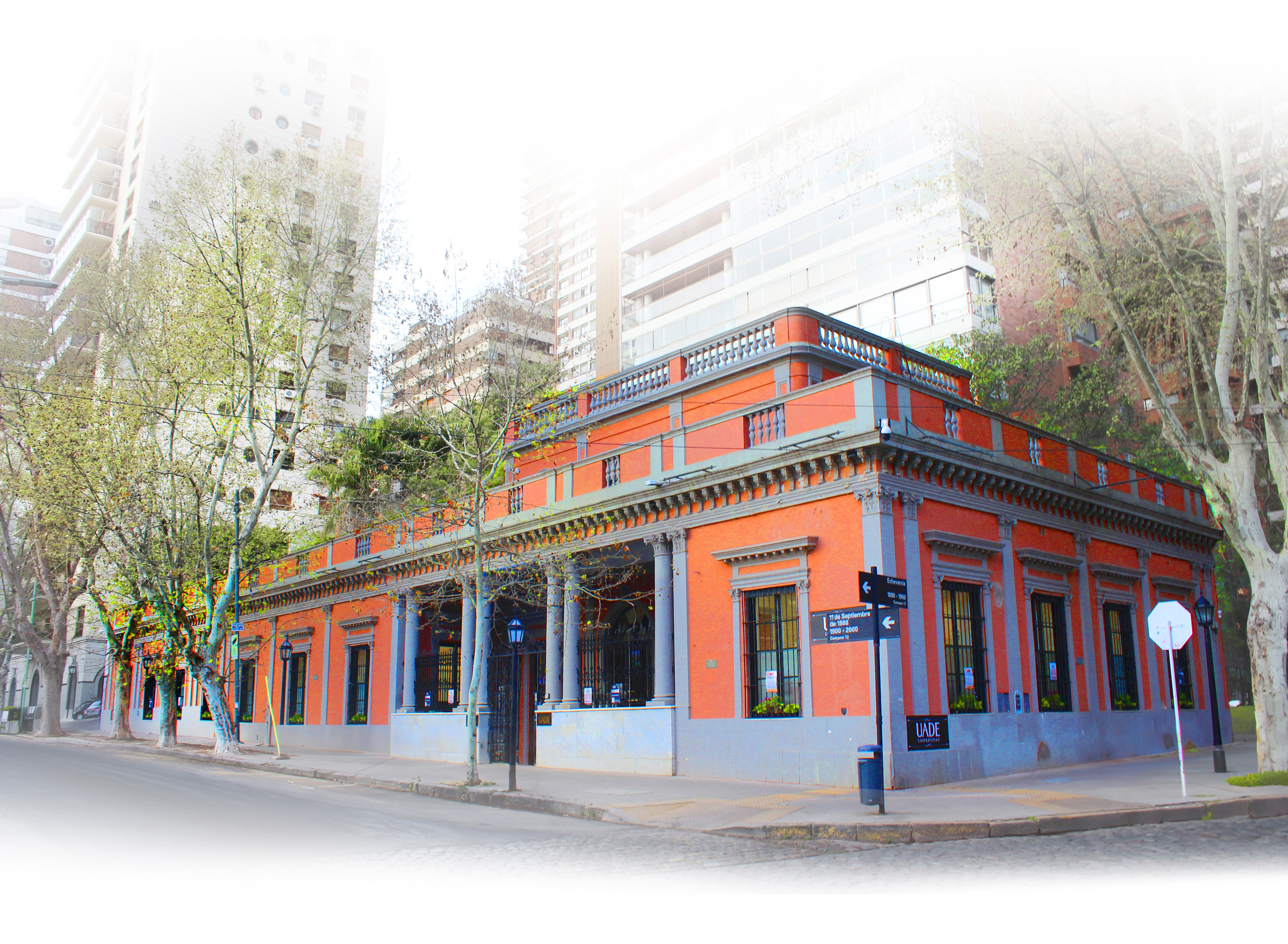
Casa Alsina, sede ubicada en el barrio de Belgrano

- Maestría en Dirección de Empresas (MBA)
- Maestría en Dirección de Empresas - Modalidad Online (MBA)
- Maestría en Tecnología Informática y de Comunicaciones (TIC)
- Maestría en Dirección Estratégica de la Información (CIO)
- Maestría en Dirección de Finanzas y Control (CFO)
- Maestría en Economía Aplicada (MAECO)
- Maestría en Dirección Comercial (CMO)
- Maestría en Dirección de Comunicaciones Institucionales (CCO)
- Maestría en Dirección de Recursos Humanos (CHRO)
- Maestría en Derecho Empresarial (MADE)
- Especialización en Contabilidad, Auditoría y Tributación Internacionales (ECAT)
- Especialización en Dirección de Empresas (ESBA)
- Especialización en Dirección de Marketing (ESMO)
- Especialización en Comunicación Corporativa (ESCO)
- Especialización en Relaciones Laborales (RELAB)
- Especialización en Dirección de Sistemas de Información (ETEC)
- Especialización en Finanzas (ESFO)
- Curso de Posgrado en Comunicación Corporativa
- Curso de Posgrado en Desarrollo de Competencias Gerenciales
- Curso de Posgrado en Dirección Recursos Humanos
- Curso de Posgrado en Dirección de Empresas 2.ª Edición
- Curso de Posgrado en Dirección de Empresas 1.ª Edición
- Curso de Posgrado en Finanzas 2.ª Edición
- Curso de Posgrado en Finanzas 1.ª Edición
- Curso de Posgrado en Gestión Estratégica Para el Desarrollo Sustentable
- Curso de Posgrado en Logística y Cadena de Abastecimiento
- Curso de Posgrado en Marketing 1.ª Edición
- Curso de Posgrado en Marketing 2.ª Edición
- Curso de Posgrado en Negocios Internacionales
- Curso de Posgrado en Relaciones Laborales

## Investigación
En la UADE las actividades de investigación se articulan y gestionan a través de la Coordinación de Investigaciones, unidad que depende de la Secretaría Académica de la Universidad. Las actividades de investigación se desarrollan en el marco de 3 Institutos, el Instituto de Economía (INECO), el Instituto de Ciencias Sociales y Disciplinas Proyectuales (INSOD) y el Instituto de Tecnología (INTEC).